# 왕만 (후한)
왕만(王曼, 생몰년 미상), 자는 원경(元卿), 전한 동평릉(東平陵) 사람으로 제북왕 전안의 후손, 효원황후의 오빠, 양평경왕으로 추존된 왕금의 차남이며 신나라를 세운 왕망의 부친이다.
정사인 한서에 따르면 그의 형제들이 한성제에게 후작에 봉해졌으나 왕만은 죽고 없었으며, 아들인 왕망을 대신 봉하지도 않았다고 한다. 이후 여동생인 왕정군이 효원황후로 즉위하자 왕만을 신도애후(新都哀侯)로 추시하고 왕망에게 신도후를 습작하게 했다.
9년, 아들 왕망이 정안공에게 양위받아 신나라를 건국하자 왕만은 신도현왕(新都顯王)으로 추존되었고 구묘(九廟)에 위패가 안치되었다.
23년, 경시제의 세력에 왕망이 패배하자 신나라의 종묘는 철거되었고 신도현왕의 묘역도 제거되었다.

## 가족
- 태조부: 제왕 건
- 열조부: 전씨(田氏, 불명)
- 현조부: 전안
- 고조부: 전씨(田氏, 불명)
- 증조부: 제남백왕 왕수
- 조부: 원성유왕 왕소
- 부왕: 양평경왕 왕금
- 아들: 왕망

## 둘러보기
1. ↑  現 산둥 제남동(濟南東).